# Fleischfressende Pilze
Als fleischfressende oder auch carnivore Pilze bezeichnet man eine Gruppe von Pilzen, die entweder durch Schlingfallen oder mit Klebefallen tierische Beute fangen und verdauen. Es wurden bislang über 120 carnivore Arten beschrieben.
Eine besonders spezialisierte Untergruppe karnivorer Pilze stellen die nematophagen Pilze dar, die ausschließlich Fadenwürmer (Nematoden) erbeuten.
Durch das häufige Vorkommen in stickstoffarmen Böden ist es wahrscheinlich, dass die Beute, wie auch bei den meisten fleischfressenden Pflanzen, weniger zur Gewinnung von Stoffwechselenergie, sondern mehr zum Ausgleich des Stickstoffhaushalts gefangen wird.

## Fangtechniken
Klebefallen finden sich z. B. bei Zoophagus insidans. An seinen aus Hyphen bestehenden Klebfäden verfangen sich zumeist Rädertierchen. Der Pilz wächst nach dem Fang in das Tier ein und verdaut es.
Schlingfallen finden sich bei der Art Zoophagus tentaclum. Dazu bilden sie aus Hyphen bestehende kleine Schlingen, in denen sich z. B. Fadenwürmer verfangen können. Durch Berührungsreize zieht sich die Schlinge zu, verhindert ein Entkommen der Beute und wächst dann langsam in das Opfer ein, das nun nach Pilzart durch kräftige Enzyme von innen zersetzt wird.
Beim Schopftintling findet sich eine Betäubungstechnik, die den Wurm zuerst mit Giften bewegungsunfähig macht, um ihn dann zu besiedeln (Näheres s, dort).